# هلیون (شیمی)

(قرمز)پروتون دارای یک بار مثبت.(بنفش) نوترون.ایزوتوپ‌ هلیوم-۳

هلیون (با نماد h) یک نام کوتاه برای هسته اتم هلیوم است و از دو عبارت helium ion به معنی «یون هلیوم» تشکیل شده‌است. در عمل، هلیون به‌طور خاص به هسته ایزوتوپ هلیوم-۳، که متشکل از دو پروتون و یک نوترون است، اشاره دارد. هسته ایزوتوپ پایدار دیگر هلیوم، یعنی ایزوتوپ هلیوم-۴، که از دو پروتون و دو نوترون تشکیل شده‌است، به‌طور خاص یک ذره آلفا نامیده می‌شود.
این ذره در واپاشی بدون بتای تریتیوم، یکی از ایزوتوپ‌های هیدروژن، ساطع می‌شود:
| 3 1H | → | 3 2He1+ | + | e− | + | ν e |
کمیته  CODATA  جرم ذره هلیون را mh = ۵٫۰۰۶۴۱۲۷۰۰(۶۲)×۱۰−۲۷ kg = ۳٫۰۱۴۹۳۲۲۴۶۷۳(۱۲) Da گزارش کرده‌است.
هلیون‌ها محصولات میانی در واکنش زنجیره ای پروتون-پروتون در همجوشی ستاره‌ای هستند.